# Teigne noire
 Mise en garde médicale

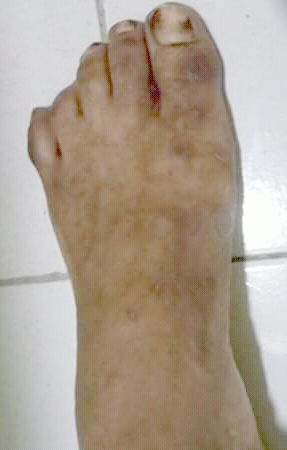

La teigne noire (aussi appelée "phaeohyphomycose superficielle," et "tinea nigra palmaire et plantaire") est une infection fongique superficielle qui se manifeste par des taches brun foncé à noir, indolores, sur la paume des mains ou la plante des pieds:311.

## Causes
Cette infection est causée par le champignon anciennement classés comme Exophiala werneckii, mais plus récemment classé comme Hortaea werneckii. Il a également été nommé Phaeoannellomyces werneckii.

## Diagnostic
Le diagnostic de teigne noire est fait par examen microscopique de prélèvement de peau mélangé à de la potasse (KOH). La potasse lyses les débris cutanés.

## Traitement
Le traitement consiste en l'application locale de shampoing antipelliculaire qui contient du sulfure de sélénium. Les traitements locaux antifongiques imidazolés, comme le kétoconazole, peuvent également être utilisés. C'est le même traitement que pour le pityriasis versicolor.